# María Guadalupe García Zavala
María Guadalupe García Zavala, al secolo Anastasia Guadalupe García Zavala, detta Lupita (Zapopan, 27 aprile 1878 – Guadalajara, 24 giugno 1963), è stata una religiosa messicana, fondatrice della congregazione delle ancelle di Santa Margherita Maria e dei Poveri; è stata proclamata beata da papa Giovanni Paolo II il 25 aprile 2004 e canonizzata da papa Francesco il 12 maggio 2013.

## Biografia
Figlia di un commerciante, poco prima del suo matrimonio ruppe il fidanzamento e fondò una congregazione religiosa per l'assistenza ospedaliera agli ammalati. Continuò la sua opera anche durante gli anni della persecuzione condotta da Plutarco Elías Calles contro i cristiani: in quel periodo, nascose nel suo ospedale anche il futuro arcivescovo di Guadalajara, José Francisco Orozco y Jiménez. Morì nel 1963, all'età di 85 anni.

## Il processo di canonizzazione ed il culto
Il 1º luglio 2000 papa Giovanni Paolo II ha proclamato l'eroicità delle sue virtù riconoscendole il titolo di venerabile. È stata beatificata in piazza San Pietro il 25 aprile 2004 da papa Giovanni Paolo II e successivamente canonizzata da papa Francesco domenica 12 maggio 2013.